# 香田誉士史
香田 誉士史（こうだ よしふみ、1971年4月11日 - ）は、佐賀県佐賀市出身の元アマチュア野球選手。アマチュア野球指導者。

## 来歴・人物
佐賀県立佐賀商業高等学校の中堅手として甲子園（春：61回大会、夏:70回大会、71回大会）に出場。3年生の夏（71回大会）には本塁打も放つ。同期に森田剛史がいた。
東都大学野球の名門・駒澤大学へ進学。東都大学リーグ通算48試合出場、76打数15安打、打率.197、1本塁打、1打点。2学年上に若田部健一・竹下潤、1学年上に鶴田泰・田口昌徳、1学年下に河原純一・高木浩之・本間満がいた。

### 指導者時代
1994年4月に佐賀県立佐賀商業高等学校のコーチに就任。同年夏（76回大会）で初優勝に貢献。
1995年4月に部長へ就任。
1996年4月に駒澤大学附属苫小牧高等学校のコーチに就任。1997年4月に監督就任。2001年夏（83回大会）に35年ぶりの甲子園出場を果たす。この時と2002年秋（32回大会）と2003年春（75回大会）と夏（85回大会）は初戦で敗退したが、2004年夏（86回大会）を優勝して北海道に初の優勝旗をもたらした。同年秋（35回大会）は準々決勝・2005年春（77回大会）は2回戦で敗退したが、同年夏（87回大会）を優勝して史上6校目となる夏連覇の快挙を達成した。同年秋（36回大会）も優勝して北海道に初の優勝旗をもたらした。
2008年5月に神奈川大学野球連盟に所属する鶴見大学のコーチに就任。2010年4月、部長に就任。
2012年1月に同年4月から創設され日本野球連盟に加盟した社会人野球チーム・西部ガスのコーチに就任。
2017年9月、監督に就任。2020年の都市対抗ではチームを大会ベスト8に導いた。2023年シーズンをもって勇退した。
2024年シーズンより母校・駒澤大学硬式野球部の監督を務める。

## エピソード
- 監督就任時から駒大苫小牧高が行う「人指し指を1本だけ立てての決めポーズ」は、香田誉士史のアドバイス「ベストを尽くす」によるものだという。現在では他校の選手たちも真似をするような馴染みのしぐさとなった。駒大苫小牧高の3連覇を決勝で阻止し、2006年夏の甲子園優勝に輝いた早稲田実高の選手たちも、勝利の瞬間、マウンドに集まりこのポーズを取った。また、2006年アジア競技大会野球競技において優勝した台湾代表もこのポーズを取っており、日本だけに留まらない流行を見せている。
- 2005年8月の「第22回AAA世界野球選手権大会アジア選手権」では日本代表のコーチを要請されたが、当時の部による暴力事件が明らかになり辞退した。また2006年夏に行われた日米親善高校野球でも日本代表のコーチを要請されたが、体調不良で辞退している。
- 風貌がチームの主将であった本間篤史（現TRANSYS）とよく似ており、勿論冗談ではあるが、一部で「親子？」との声もあった。本人たちもそれを自覚していたのか、2006年夏の甲子園後に北海道苫小牧市で行われた報告会の席で「こんばんは。キャプテンの本間です」と挨拶し、集まった観衆の喝采を得た。その後壇上に立った本間篤史も「皆さんこんばんは。監督の香田です」と第一声を発し、これまた喝采を得た。元々このネタは本間篤史が入学した直後、親睦目的のボウリング大会で香田誉士史が言い出したのが始まりだという。
- 上記のように、高校野球では北海道勢初の「全国制覇」という偉業を達成したが、この前例となったのは北海道苫小牧市の隣町の北海道白老町に居住し、大昭和製紙北海道で北海道勢初の「都市対抗野球大会制覇」を果たした、沖縄県玉城村出身の我喜屋優だった。そして、香田誉士史に有益なアドバイスを与えた我喜屋優も2007年より出身校である興南高監督に就任し、2010年には史上6校目の「春夏連続制覇」に加えて沖縄県勢初の「夏制覇」を成し遂げている。
- 息子の太河は亜大野球部に進み、4年生で主務を務め、2024年東都大学野球リーグ戦で駒大監督の父と親子対決をしている[9]。

## 全国大会での成績
- 秋：出場3回・5勝2敗0分・優勝1回（2005年）・準優勝0回（なし）
- 春：出場2回・1勝2敗0分・優勝0回（なし）・準優勝0回（なし）
- 夏：出場6回・14勝4敗1分・優勝2回（2004年、2005年）・準優勝1回（2006年）
- 通算：出場12回・20勝8敗1分・優勝3回・準優勝1回

### キャリア
- 第86回全国高等学校野球選手権大会優勝監督
- 第87回全国高等学校野球選手権大会優勝監督
- 第36回明治神宮野球大会優勝監督

## 関連人物
- 船尾隆広 - 札幌大谷高等学校監督（他に北海道の高校で全国制覇を経験した監督）
- 高木浩之 - 埼玉西武ライオンズ→埼玉西武ライオンズコーチ（駒澤大の1年後輩で現在も親交が深い）
- 太田誠 -  駒澤大監督（駒澤大の恩師）
- 我喜屋優 - 興南高監督（駒大苫小牧高監督時代に苫小牧市に隣接する白老町に在住していた我喜屋優の教えを受けた）
- 佐々木孝介 - 駒大苫小牧高監督（駒大苫小牧高の2004年夏の甲子園優勝年度に主将）
- 鷲谷修也 - 石川ミリオンスターズ球団職員（駒大苫小牧高の2005年夏の甲子園優勝年度に4番）
- 本間篤史 - TRANSYS兼任監督（2006年夏の甲子園準優勝年度に主将）
- 田中将大 - 東北楽天ゴールデンイーグルス→読売ジャイアンツ（駒大苫小牧高の2006年夏の甲子園準優勝年度にエース）